# 1. FC Miltach
Der 1. FC Miltach ist ein Sportverein aus der Oberpfälzer Gemeinde Miltach. Er wurde 1923 gegründet. Neben der erfolgreichen Fußballabteilung werden in dem Verein die Sportarten Damengymnastik, Judo, Laufen, Ski/Nordic Walking, Tennis, Tischtennis und Volleyball angeboten.

## Geschichte
Der Verein stieg 1985 erstmals in die Landesliga Mitte auf, in der er – unterbrochen von zwei Abstiegen – insgesamt 16 Spielzeiten verbrachte. In der Saison 1987/88 wurde man Vizemeister und stand in der Relegation zur Bayernliga. Im entscheidenden Spiel in Kelheim unterlag man allerdings trotz 2:0 und 3:2-Führung mit 3:4 nach Verlängerung gegen Schwaben Augsburg.
1990 gelang die Qualifikation für die 1. Hauptrunde um den DFB-Pokal, in der der Verein in Cham dem Bundesligisten 1. FC Nürnberg mit 1:3 unterlag.